# Julija Mendel

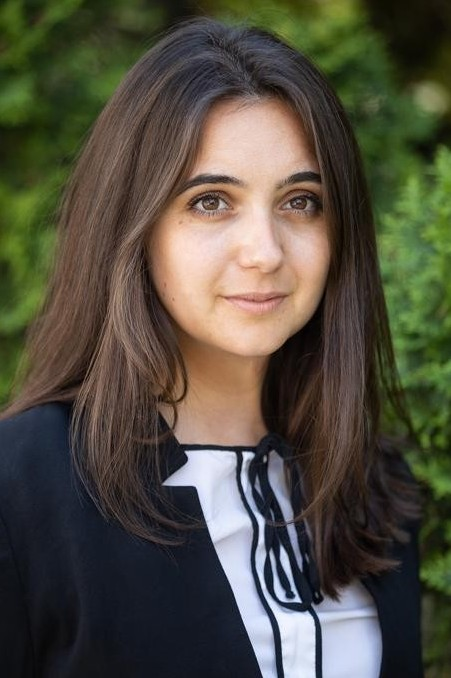
Julija Mendel (2019)

Julija Wolodymyriwna Mendel (ukrainisch Юлія Володимирівна Мендель, russisch Юлия Владимировна Мендель/Julija Wladimirowna Mendel; * 3. September 1986 in Henitschesk, Oblast Cherson, Ukrainische SSR, Sowjetunion) ist eine ukrainische Journalistin. Von 2019 bis 2021 war sie Pressesprecherin des ukrainischen Präsidenten Wolodymyr Selenskyj.

## Leben und Wirken
Sie absolvierte die Nationale Taras-Schewtschenko-Universität Kiew und ist Kandidatin der philologischen Wissenschaften. Im Juni 2008 machte sie ihren Abschluss am Institut für Philologie der KNU, wo sie Englisch und Polnisch, Ukrainisch und Literatur studierte. 2012 promovierte sie zum Thema Die naturphilosophische Metalogie der Lyrik von Wolodymyr Zatulywiter im Kontext der Poesie der Jahre 1970–90.
Danach arbeitete Mendel als Journalistin für die Sender ICTV, Espreso TV, 112 Ukraine und Inter TV. Auch war sie als Kommunikationsberaterin bei der Weltbank aktiv und verfasste journalistische Beiträge für die The New York Times. Mendel arbeitete auch für verschiedene weitere internationale Medien wie Politico Europe, Atlantic Council, Vice, Spiegel Online und Forbes.
Im April 2016 war sie die Produzentin des ersten Dokumentarfilms über posttraumatische Belastungsstörung, Shell-Shocked: Ukraine's Trauma. Im Oktober 2019 wurde sie vom Focus Magazin in die Bewertung der 100 einflussreichsten Frauen in der Ukraine aufgenommen.
Als Sprecherin des ukrainischen Präsidenten Wolodymyr Selenskyj leitete sie die Kontakte zu internationalen Medien, insbesondere für Interviews mit führenden europäischen Medien, wie Le Monde, Der Spiegel, sowie Gazeta Wyborcza. Sie begleitete den Präsidenten der Ukraine bei allen regionalen und internationalen Besuchen und befasste sich mit offiziellen Stellungnahmen. Seit Juli 2021 ist Mendel als freiberufliche Beraterin des Leiters des Präsidialamts der Ukraine Andrij Jermak, in dieser Position ist sie für die Arbeit mit ausländischen Medien verantwortlich.

## Privatleben
Am 4. Juni 2022 heiratete sie Pawlo Kuchta, einen ukrainischen Ökonomen und Politiker, erster stellvertretender Wirtschaftsminister der Ukraine von 2019 bis 2020.